# Wadi Howar
Wadi Howar (àrab: وادي هور, wādī Huwar) és un uadi del Sudan s'estenent des del nord de Darfur fins a l'oest de Dongola. La regió és desèrtica i despoblada.
Antigament (fa uns 10.000 anys) fou un riu, anomenat Nil Groc, que procedent del Altiplà d'Ouaddai al Txad desaiguava al Nil.